# Nashlyn
Nashlyn est une communauté non incorporée située dans la municipalité rurale de Reno No 51 en Saskatchewan au Canada. En fait, Nashlyn est un village fantôme puisque, lors du recensement de 2006, sa population était de 0 habitant. Il se situe à environ 10 km au sud du village de Consul.

## Annexe